# Lake Ann

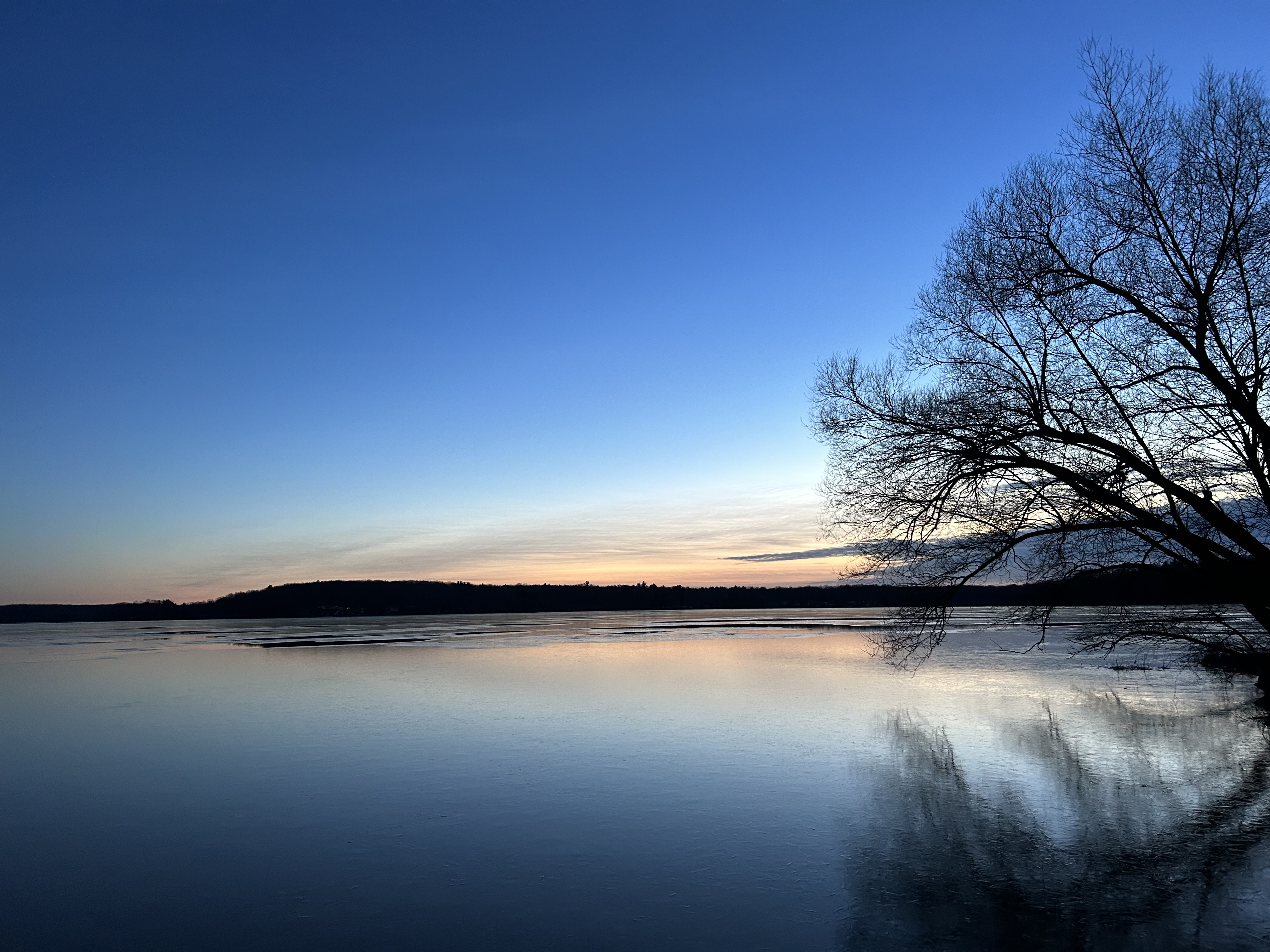

Lake Ann est un village du comté de Benzie, dans l'État du Michigan, aux États-Unis. En 2020, il comptait une population de 273 habitants.